# Rue Beaugrenelle
La rue Beaugrenelle est une voie du 15e arrondissement de Paris, en France.

## Situation et accès
La rue Beaugrenelle est une voie publique située dans le 15e arrondissement de Paris. Elle débute au 61, rue Émeriau et se termine au 74, rue Saint-Charles.

## Origine du nom
Elle porte ce nom en raison de son voisinage avec l'ancienne place Beaugrenelle et du lotissement Beaugrenelle, ainsi nommée par la Société des entrepreneurs du village de Grenelle.

## Historique
La rue est créée et prend sa dénomination actuelle en 1903. 